# 30193 Annikaurban
30193 Annikaurban è un asteroide della fascia principale. Scoperto nel 2000, presenta un'orbita caratterizzata da un semiasse maggiore pari a 2,2741431 UA e da un'eccentricità di 0,1430029, inclinata di 5,99876° rispetto all'eclittica.